# Jegindø (eiland)
Jegindø (ook wel Jegind Ø of Jenø) is een Deens eiland in het westelijke deel van de Limfjord, in het noordwesten van Denemarken. Het eiland valt (sinds 2007) onder de gemeente Struer. Jegindø heeft 517 inwoners (2006).
Het eiland heeft een driehoekige vorm en een oppervlakte van 7,9 km². Het merendeel van de bevolking woont in het dorp Jegind. Het eiland heeft geen bossen, maar alleen heuvels en stranden die veelal met gras zijn begroeid. Het hoogste punt is 13 meter. In het zuiden en noordoosten staan er ook zomerhuisjes. Visserij was vroeger de belangrijkste inkomstenbron, maar sinds de negentiende eeuw speelt ook de landbouw een belangrijke rol.
Jegindø is sinds 1916 verbonden met het schiereiland Thyholm via een dam. In 2007 heeft men een gat van 1,8 meter in deze dam gemaakt, omdat het water bij de Tambosund niet meer schoon was. Over deze onderbreking is wel een brug gebouwd.
De naam Jegindø komt van Jegind, dat komt van het Ouddeense Ekund, dat eiland met veel eikebomen betekent. De lokale bevolking noemt het eiland ook wel Jenø.
Tot 1970 was Jegindø (als parochie oftewel sogn) een Deense gemeente. Vanaf 1970 maakte het eiland deel uit van de toen gevormde gemeente Thyholm, die echter weer per januari 2007 werd opgenomen in de gemeente Struer (Struer Kommune).